# Tof
Tof, glazbalo s membranom (membranofono glazbalo), starinsko glazbalo, vrsta ručnog bubnja. Tof je mali bubanj koji se držalo u ruci. Po arheološkim nalazima tof je sličan današnjim bubnjevima. Bilo je vrlo rašireno glazbalo na drevnom Bliskom Istoku. Koristilo ga se u bogoslužju i za svjetovne stvari. Bilo je to glazbalo žena i koristilo ga se osobito pri plesu. Spominje se u Bibliji (Post 31,27; Ps 149,3; 150,4).

## Vanjske poveznice
- • ChristianAnswers.Net MUSICAL INSTRUMENTS in the Bible • WebBible Encyclopedia